# 지미스 홀
《지미스 홀》(영어: Jimmy's Hall)은 2014년 공개된 영화이다.

## 출연

### 주연
- 배리 워드
- 시모네 커비
- 앤드류 스캇
- 짐 노튼
- 브라이언 F. 오바이런

### 조연
- 아이슬링 프란쵸시
- 칼 기어리
- 데니스 고프
- 시머스 휴즈
- 마틴 루시
- 프란시스 매지
- 마이켈 머피
- 도널 오켈리

## 기타
- 조감독: 데이빗 길크리스트
- 미술: 퍼거스 클레그
- 분장팀: 오드리 도일
- 의상: 에이머 니 마올돔나이프
- 배역: 카린 크로포드